# Набоков, Николай Дмитриевич
Никола́й Дми́триевич Набо́ков (4 [17] апреля 1903 — 6 апреля 1978) — русский и американский композитор, педагог, писатель и культурный деятель. Внук сенатора Дмитрия Набокова. Двоюродный брат писателя Владимира Набокова.

## Биография
Николай Набоков родился в дворянской семье в усадьбе Любча Новогрудского уезда Минской губернии.
Вскоре после рождения Николая родители разошлись, и с воспитанием сына Лидии Эдуардовне помогал отчим Николай Федорович фон Пейкер, соседский помещик. Начальное образование Николай получил дома, с детства пристрастился к музыке и игре на фортепиано.
В 1911 году переехал в Петербург для продолжения учёбы. В 1914 году поступил в Александровский лицей. В Петербурге Николай стал встречаться с родным отцом Дмитрием Дмитриевичем — они виделись в гостинице Англетер, однако хороших отношений у них не сложилось.
В конце 1917 года, спасаясь от революции, семья оказалась в Аскании Нова, у дяди Набокова. В 1918 году семья переехала в Крым, где Набоков брал уроки музыки у Владимира Ребикова. В апреле 1919 года Николай Набоков, его мать и братья эмигрировали из России на греческом корабле «Трапезунд».
С 1920 по 1922 год жил в Германии, учился в консерваториях Штутгарта и Страсбурга. В Берлине брал уроки фортепиано у Ферруччо Бузони и Юона Павла Фёдоровича. В 1923 году переехал в Париж и продолжил музыкальное образование в Сорбонне. К 1926 году получил литературное образование в Парижском университете.
Друзьями и знакомыми Набокова были философ-эмигрант Исайя Берлин, писательница Мэри Маккарти, немецкий политик Вилли Брандт и американский композитор Джордж Гершвин.

## Карьера

### Во Франции
В Париже Набоков познакомился с Дягилевым и стал сочинять музыку для его «Русского балета». Сотрудничество продолжалось до смерти Дягилева в 1929 году. Первой значительной музыкальной работой Набокова был балет-оратория «Ода» (по оде Ломоносова), сочинённый в 1928 году. Затем последовали балеты «Жизнь Афродиты» и «Лирическая симфония» (1931).
В 1933 году, по совету и настоянию жены, переехал в США, чтобы читать лекции по музыке в Фонде Барнса.

### В США
В 1934 году в Америку прибыл Русский балет Монте-Карло под руководством Джорджа Баланчина. Набоков написал музыку для его первой американской постановки, балета «Мирный союз», главные роли в котором исполняли Леонид Мясин и Тамара Туманова.
В 1939 году получил американское гражданство.
С 1936 по 1941 год преподавал музыку в колледже Уэллс в Нью-Йорке. Позднее перешёл в колледж Святого Джона в Мэриленде. С осени 1944 до весны 1945 года преподавал в Консерватории Пибоди.
В 1945 году стал сотрудничать с американским Управлением стратегических служб в Германии. По предложению Уистена Одена остался работать гражданским культурным советником в оккупированной Германии. В это время встретился со своим отцом.
В 1950—1951 годах служил музыкальным директором Американской академии в Риме. В 1951 году стал генеральным секретарем Конгресса за свободу культуры (антикоммунистической организации преимущественно левых деятелей культуры, финансировавшейся ЦРУ), оставался им более 15 лет, занимаясь организацией популярных музыкальных фестивалей.
C 1952 по 1963 год — генеральный секретарь музыкальной секции ЮНЕСКО в Париже, в 1963—1968 годах художественный руководитель «Берлинских музыкальных фестивальных дней», организатор «Парижских фестивалей XX века» (1952), музыкальных фестивалей в Риме (1954), Токио (1961) и многих других.
В 1958 году сочинил оперу «Смерть Распутина», в 1966 — балет «Дон Кихот». В 1967 году после фактического роспуска Конгресса за свободу культуры преподавал в американских университетах, а в 1970 году стал композитором-резидентом в институте Аспена, где работал до 1973 года.
Дважды приезжал в СССР (в 1967 и 1968 гг.).
В 1971 году сочинил свою вторую оперу «Напрасные усилия любви» (либретто Уистена Одена и Честера Кальмана), которая была поставлена в брюссельском театре Ла Монне два года спустя.
Автор многих музыкально-критических статей в журналах Америки и Европы.
Умер 6 апреля 1978 года в Нью-Йорке.

## Семья
- Дед — Дмитрий Николаевич Набоков, сенатор, министр юстиции[3].
- Отец — Дмитрий Дмитриевич Набоков (1867—1949), юрист, чиновник.
- Мать — Лидия Эдуардовна Фальц-Фейн (1870—1937), сестра Фридриха Фальц-Фейна, основателя парка Аскания-Нова.
- Сестра — Оня, София Дмитриевна (1899—1982), замужем за композитором Виктором Максимовичем Фазольдом, благодаря её хлопотам брат Владимира Набокова Сергей был отпущен из гестапо после первого ареста.
- Двоюродный брат — писатель Владимир Набоков[4].
- Первая жена — Наталья Алексеевна Шаховская (1903—1988), сестра Зинаиды Алексеевны и Дмитрия Алексеевича Шаховских, развелись в 1939[5].
  - Композитор Сергей Прокофьев в дневниках сообщает, что летом 1928 года у Набокова и Шаховской родилась дочь, которая через 3 месяца умерла[6].
  - Сын — Иван — издатель
- Вторая жена — Констанс Холлидей[7] (Constance Holladay).
  - Сын — Питер (Peter) (род. 11.10.1940) — антрополог[8].
- Третья жена — Патриция Блейк (Patricia Blake)[7].
  - Сын — Александр (Alexander)
- Четвёртая жена — Доминик (урождённая Dominique Cibiel[9]) женаты с 1970 года[10].